# Mattias Bjärsmyr
Nils Erik Mattias Bjärsmyr, född 3 januari 1986 i Hestra, är en svensk före detta fotbollsspelare (försvarare) som bland annat spelade för IFK Göteborg.

## Klubbkarriär
Bjärsmyr började karriären i Hestra SSK, där han spelade mellan 1991 och 2001. Bjärsmyr gjorde A-lagsdebut som 14-åring för klubben i Division 5. Bjärsmyr spelade under 2002 för Grimsås IF innan han senare samma år gick vidare till Husqvarna FF. Säsongen 2004 var Mattias Bjärsmyrs stora genombrott, då han var en av spelarna som låg bakom lagets serieseger i Division 2 Östra Götaland.
Inför säsongen 2005 värvades han av IFK Göteborg. Bjärsmyr gjorde A-lagsdebut den 30 maj 2005 i en 1–1-match mot IF Elfsborg, där han blev inbytt i halvlek mot Hjálmar Jónsson. När Fredrik Risp såldes sommaren 2005 och flera spelare var skadade fick Bjärsmyr en plats i startelvan. Mattias Bjärsmyr och Karl Svensson bildade tillsammans ett av Allsvenskans bästa mittbackspar. Bjärsmyr vann pris som Årets nykomling vid Fotbollsgalan 2005. 2006 flyttade Karl Svensson och Bjärsmyr bildade nytt mittbackspar med Alejandro Lago. Tillsammans med Ragnar Sigurdsson bildade Bjärsmyr ett stabilt mittlås säsongen 2007 när IFK Göteborg tog sitt 18:e SM-guld.
I juli 2009 skrev han på ett proffskontrakt med det grekiska ligalaget Panathinaikos. I april 2012 stämde Bjärsmyr klubben, via sin agent Martin Dahlin.
I juni 2020 återvände Bjärsmyr för andra gången till IFK Göteborg, där han skrev på ett halvårskontrakt med option på ytterligare ett år. I december 2020 förlängde Bjärsmyr kontraktet med ett år.
Den 20 februari 2021 blev han utsedd till Årets ärkeängel 2020 av Supporterklubben Änglarnas medlemmar med motiveringen:
"Ett år när inget var som det brukar var han allt det han brukar vara och mer. I pandemins år hedrar vi en spelare som visat lojalitet, engagemang, och brinnande blåvitt hjärta under tre årtionden. Oavsett om han har bindeln eller ej kommer han alltid att vara kapten. Ärkeängel 2020 är Mattias Bjärsmyr." I december 2021 förlängde Bjärsmyr sitt kontrakt i IFK Göteborg med ett år.
Den 29 oktober 2022 meddelade IFK Göteborg att Bjärsmyr avslutar karriären efter 14 säsonger och 463 matcher i klubben.

## Landslagskarriär
Bjärsmyr har varit lagkapten både i Sveriges juniorlandslag och U21-landslag. Han var den ende som spelade i samtliga 31 matcher för U21-landslaget, där spelare födda efter 1 januari 1986 deltog i mellan 2007 och 2009. Han avslutade sin U21-karriär med U21-EM i Sverige sommaren 2009 där Sverige nådde semifinal.
Bjärsmyr debuterade i A-landslaget den 13 januari 2008 i en träningsmatch mot Costa Rica under ett träningsläger med enbart allsvenska landslagsspelare.